# Abinger Common
Abinger Common – wieś w Anglii, w hrabstwie Surrey, w dystrykcie Mole Valley. Leży 41 km na południowy zachód od centrum Londynu.